# Безикорновас, Марюс
Марюс Безикорновас (лит. Marius Bezykornovas; 22 августа 1976, Кибартай) — литовский футболист, полузащитник, тренер. Выступал за сборную Литвы.

## Биография
Занимался футболом с шести лет, сначала в Кибартае, а затем — в паневежском спортинтернате, первый тренер — Гедиминас Ярмала. В сезоне 1994/95 начал играть за клуб высшего дивизиона Литвы «ФБК Каунас». Всего провёл в этом клубе десять лет, сыграв за это время более 240 матчей и забив более 60 голов в высшей лиге. Шестикратный чемпион Литвы (1999—2004), двукратный обладатель (2002, 2004) и двукратный финалист Кубка Литвы. В составе «Каунаса» регулярно принимал участие в матчах еврокубков. В 1997 году в розыгрыше Кубка Интертото забил 3 гола в трёх матчах.
После ухода из «Каунаса» несколько лет играл за разные клубы высшей лиги Литвы — «Жальгирис» (Вильнюс), «Атлантас» (Клайпеда), «Невежис» (Кедайняй), «Шилуте», однако эти клубы занимали места в нижней части таблицы. В «Шилуте» в 2007 году стал лучшим снайпером клуба (7 голов). Часть сезона 2008 года провёл в составе аутсайдера высшей лиги Латвии «Блазма» (Резекне), также в том году стал победителем первой лиги Литвы с клубом «Таурас» (Таураге). В 2009 году выступал за дебютанта высшей лиги «ЛККА ир Теледема» (Каунас) и стал лучшим снайпером клуба (7 голов).
В 2010 году перешёл в клуб высшей лиги Эстонии «Нарва-Транс», где провёл два сезона, в обоих сезонах становился бронзовым призёром чемпионата страны, а в 2011 году также финалистом Кубка Эстонии. В каждом сезоне забивал по 13 голов в чемпионате, в 2010 году с этим результатом стал лучшим снайпером клуба и шестым бомбардиром чемпионата, а в 2011 году не попал в десятку лучших.
Вернувшись на родину, провёл полсезона в высшей лиге в составе «Шяуляя». Затем несколько лет играл в первой лиге за «Летаву» и «Невежис».
Всего в высшей лиге Литвы сыграл более 360 матчей и забил 88 голов.
Выступал за юниорскую и молодёжную сборную Литвы. В 1997 году был приглашён в национальную сборную Литвы, где дебютировал 14 февраля 1997 года в товарищеском матче против Польши. 16 августа 1998 года забил свой первый гол за сборную в игре против Молдавии. Всего за сборную провёл 7 матчей (из них 4 — в 1997—1998 годах и три — в 2003 году), забил 2 гола.
В 2011 году сыграл 3 матча и забил гол за сборную Литвы по мини-футболу в рамках отборочного турнира УЕФА к чемпионату мира по мини-футболу
Во второй половине 2015 года был играющим главным тренером клуба «Ионава» и привёл команду к победе в первой лиге Литвы. В начале следующего года, после выхода в высшую лигу, уступил пост главного тренера Робертасу Пошкусу и некоторое время работал его ассистентом. Летом 2016 года стал ассистентом Вальдаса Урбонаса в «Тракае», также возглавлял резервный состав клуба.
Помимо большого футбола, много лет выступал в мини-футболе за каунасские «Родиклис» и «Наутара». В сезоне 2014/2015 провёл 12 матчей и забил 7 голов в высшем мини-футбольном дивизионе Литвы.

## Достижения
- Чемпион Литвы: 1999, 2000, 2001, 2002, 2003, 2004
- Бронзовый призёр чемпионата Литвы: 1998/99
- Обладатель Кубка Литвы: 2001/02, 2004
- Финалист Кубка Литвы: 1997/98, 1998/99
- Бронзовый призёр чемпионата Эстонии: 2010, 2011
- Финалист Кубка Эстонии: 2010/11